# Орлов, Алексей Евгеньевич
Алексей Евгеньевич Орлов (12 декабря 1969) — советский и российский футболист, вратарь; тренер.

## Биография
На взрослом уровне начал выступать в 1988 году в составе московского СК ЭШВСМ, за два сезона сыграл 51 матч во второй лиге. Позднее числился в составе московского «Локомотива», а в последних сезонах чемпионата СССР выступал в первой лиге за «Шинник» и во второй лиге за тверскую «Волгу».
После распада СССР в течение трёх сезонов выступал в чемпионате Молдавии за «Тилигул» и «Тигину». В составе «Тилигула» становился призёром национального чемпионата, обладателем Кубка Молдавии. Всего в молдавском высшем дивизионе сыграл 32 матча.
Вернувшись в Россию, в 1994 году провёл 9 матчей за краснодарский «Колос», а потом несколько лет не играл на профессиональном уровне. Следующим профессиональным клубом игрока стал в 1997 году московский МИФИ. Затем вратарь пять лет играл за «Мосэнерго», провёл более 150 матчей.
В 2003 году выступал в чемпионате Вьетнама за «Ханьг Хонг Вьет Нам» («Вьетнам Эйрлайнс») из Ханоя. В том же сезоне вернулся на родину и играл в московском «Титане». В конце карьеры выступал за клуб «Лобня-Алла», три сезона отыграл в первом составе клуба, а затем выступал за его вторую команду в любительских соревнованиях.
С начала 2010-х годов работал ассистентом Дмитрия Хомухи в тренерском штабе юношеской сборной, которая в 2013 году стала чемпионом Европы, а в 2015 году — серебряным призёром чемпионата Европы. С 2017 года снова работает тренером вратарей юношеской сборной России (2002 г.р.) в штабе Дмитрия Хомухи, а также преподавателем «Центра по подготовке детско-юношеских тренеров имени К. И. Бескова».